# Уррака Португальська
Урра́ка Португа́льська (порт. Urraca de Portugal; 1148 — 1211) — португальська інфанта. Представниця португальського Бургундського дому. Королева Леону (1165—1171/1172), дружина леонського короля Фернандо ІІ. Народилася в Коїмбрі, Португалія. Друга дитина і старша дочка першого португальського короля Афонсу І та Матильди Савойської, дочки савойського графа Амадея ІІІ. Старша сестра португальського короля Саншу I. Матір леонського короля Альфонсо IX. Вступила в шлюб 1165 року, але 1171 (1172) року була розлучена за наказом римського папи Олександра III. Після розлучення стала черницею, приєдналася до Ордену святого Іоанна Єрусалимського, передала госпітальєрам свої маєтки. Померла у Вамбі, Леон. Похована у Вамбському монастирі святої Марії, який розбудувала власним коштом. Також — Урра́ка Афонсі́вна, Урра́ка Альфо́нсівна, Урра́ка Афо́нсу (порт. Urraca Afonso).

## Біографія
Уррака народилася 1148 року в Коїмбрі, в родині першого португальського короля Афонсу І та Матильди Савойської, дочки савойського графа Амадея ІІІ. Була другою дитиною і старшою донькою в сім'ї. Названа на честь тітки по батьковій лінії — Урраки Енрікес, доньки португальського графа Генріха Бургундського, старшої сестри Афонсу І.
У травні або липні 1165 року 17—річна Уррака стала дружиною 28—річного Фернандо ІІ, короля Леону. Вона стала першою португальською інфантою, що стала дружиною леонського монарха. У цьому шлюбі королева Уррака народила лише одну дитину — сина Альфонсо IX (1171), майбутнього короля. Проте 1171 або 1172 року римський папа Олександр III визнав її союз із чоловіком недійсним через кровну близькість — Уррака і Фердинанд були троюрідними братом і сестрою, правнуками Альфонсо VI, короля Леону і Кастилії. Ануляція шлюбу поставила під загрозу політичні перспективи сина королеви.
Після розлучення Уррака прийняла чернецтво в Ордені святого Іоанна Єрусалимського. Вона жила у маєтку в Саморі, який жалував їй свого часу як весільний подарунок її колишній чоловік. Згодом Уррака оселилася у Вамбі, в орденському монастирі святої Марії, в якому фундувала церкву святої Марії .
25 травня 1176 року Уррака подарувала свої землі та маєтки Ордену святого Іоанна; можливо, саме тоді вона приєдналася до нього. Серед подарованого були Кастроверде-де-Кампос та Мансілья в Леоні, а також Салас і Сан-Андрес в Астурії.
22 січня 1188 року помер леонський король Фернандj ІІ, трон якого успадкував син Урраки — Альфонсо IX. Вона була присутня на його коронації того ж року. 4 травня того ж року новий король разом із матір'ю підтвердили привілеї Ордену святого Якова, надані покійним королем—попередником.
Востанне Уррака згадується у середньовічних документах під 1211 роком, коли вона дарувала Саморському собору село Кастроторафе, отримане від колишнього чоловіка в 1165 році як весільний подарунок.
Уррака померла у Вамбі, у віці 62-ти років. Похована в місцевій монастирській церкві святої Марії, де збереглися пам'ятна дошка на її честь.

## Родина
- Батько: Афонсу I (1109—1185) — король Португалії (1139—1185).
- Матір: Матильда Савойська (1125—1157) — дочка Амадея III, графа Савойського.
- Брати:
  - Енріке (1147—1155) — португальський інфант; помер у дитинстві.
  - Саншу I (1154—1211) — король Португалії (1185—1211).
  - Жуан (1156—1164) — португальський інфант; помер у дитинстві.
- Сестри:
  - Тереза (1151—1218) — графиня Фландрії, герцогиня Бургундії.
  - Мафалда (1153—1162) — португальська інфанта; померла в дитинстві.
  - Санша (1157—1166/1167) — португальська інфанта; померла в дитинстві.

## Портрети

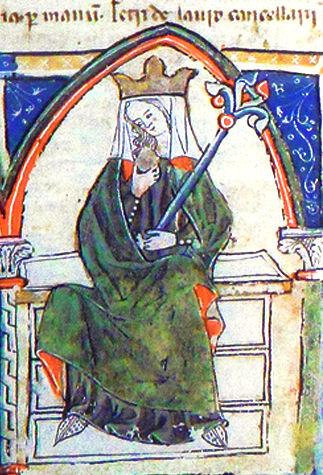
Портрет Урраки XIII ст.
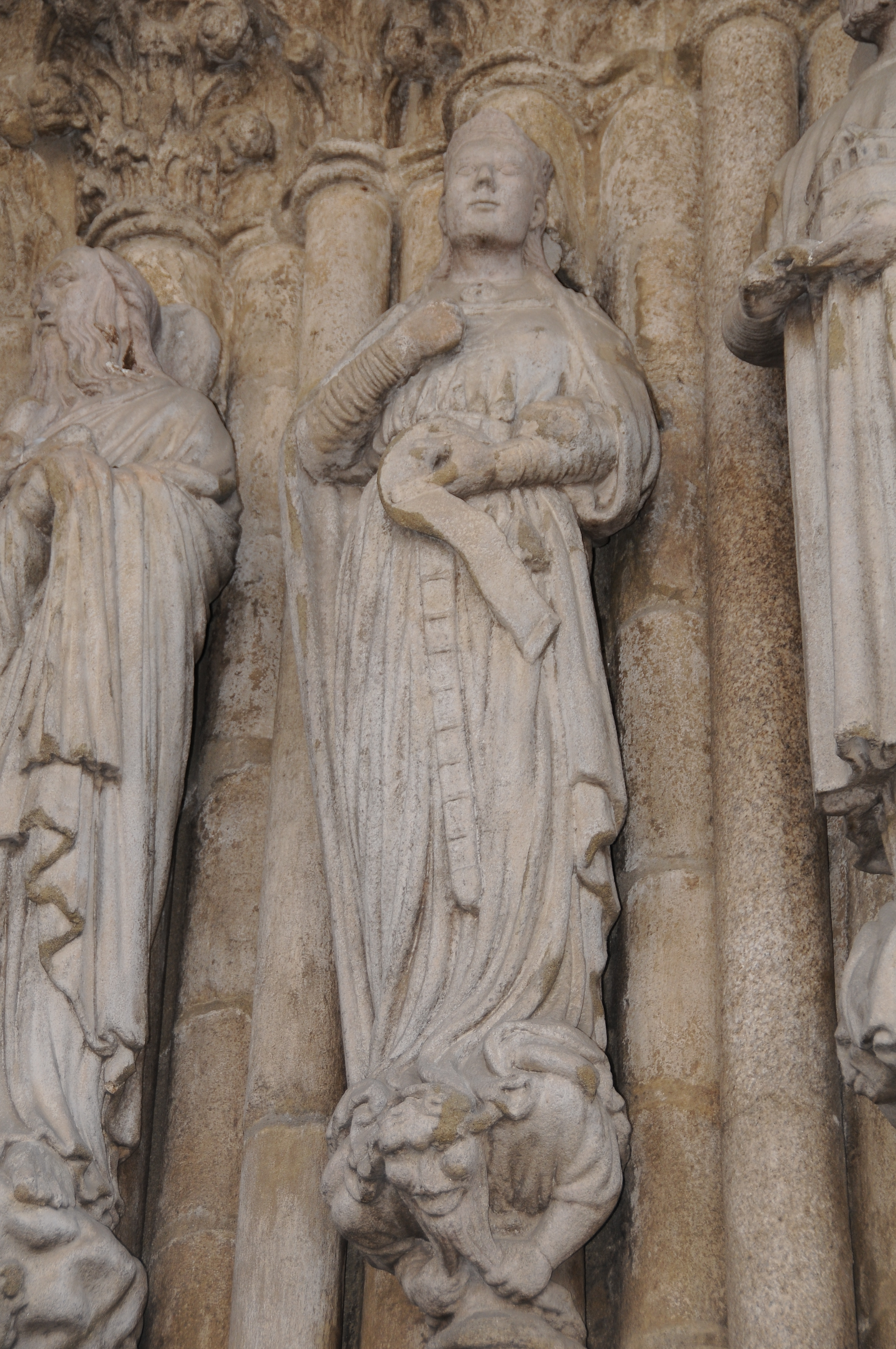
Статуя Урраки Туйський собор, XIV ст.
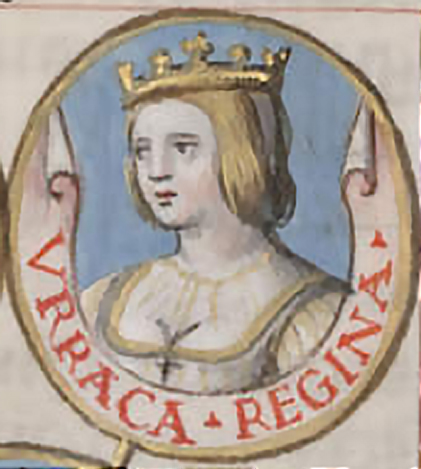
Портрет Урраки XV ст.
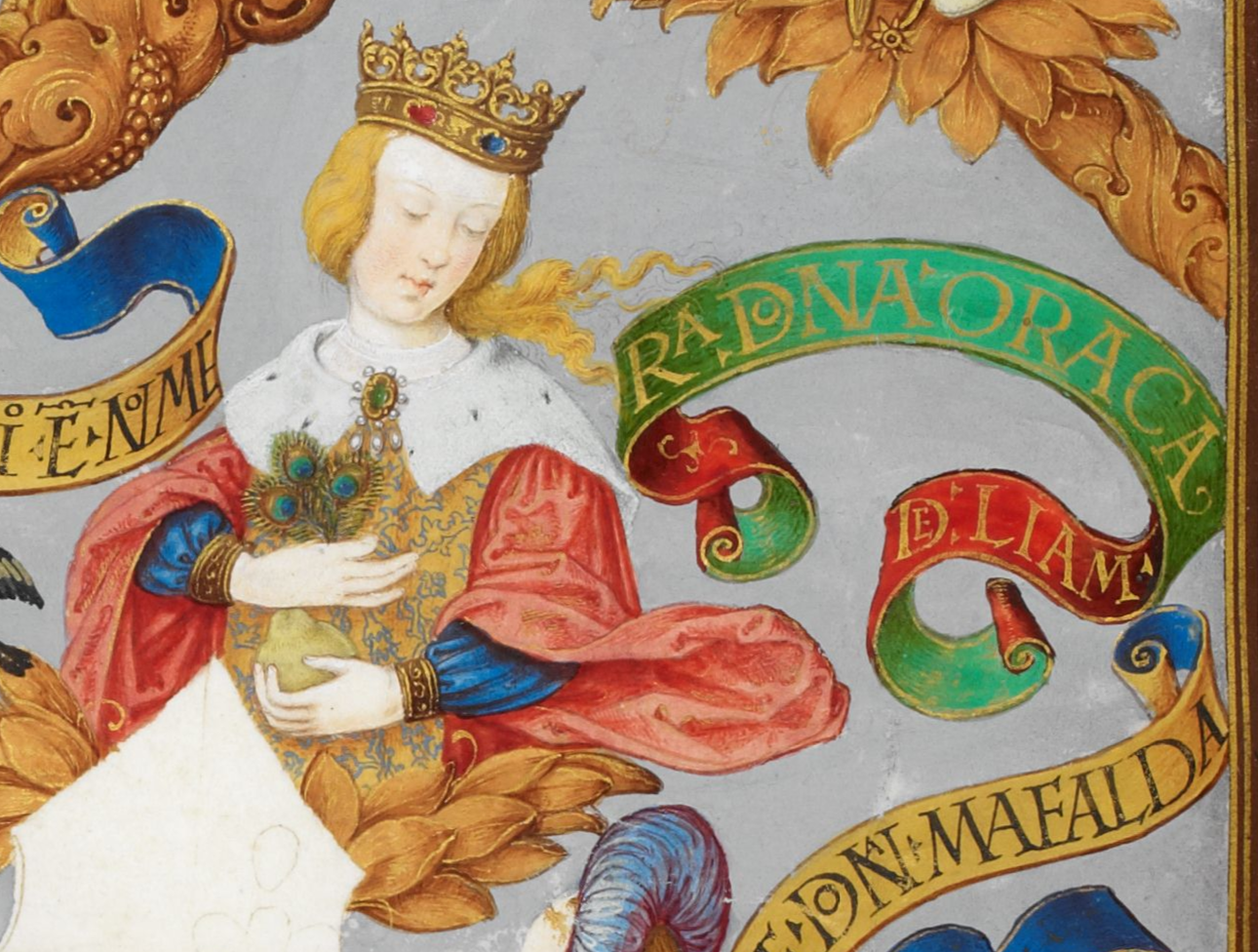
Портрет Урраки «Генеалогія королів Португалії», 1530—1534